# برهنه (آلبوم کریستینا آگیلرا)
برهنه (به انگلیسی: Stripped) چهارمین آلبوم استودیویی خواننده آمریکایی کریستینا آگیلرا است که در ۲۵ اکتبر ۲۰۰۲ منتشر شد.